# 東雲立風
東雲 立風（しののめ りっぷう、1999年 - ）は、日本のライトノベル作家。

## 概要
小説家になろうに掲載していた『この世界で9番目ぐらいな俺、異世界人の監視役に駆り出されました』が2018年4月に書籍化され、角川スニーカー文庫から出版された。
2019年の第32回ファンタジア大賞にてSINONOME REQUIEM OVERZONE名義で投稿した「我が一刀をもって彼女を殺す」が銀賞を獲得し、2020年12月に『大罪烙印の魔剣使い 〜歴史の闇に葬られた【最強】は、未来にてその名を轟かせる〜』へと改題されて富士見ファンタジア文庫から出版された。

## 作品一覧
- この世界で9番目ぐらいな俺、異世界人の監視役に駆り出されました
- 大罪烙印の魔剣使い 〜歴史の闇に葬られた【最強】は、未来にてその名を轟かせる〜
- ジュニアハイスクールD×D 転校生はサムライガール（原案・監修：石踏一榮）